# دریاچه ویوی
دریاچه ویوی (انگلیسی: Lake Vivi) یک دریاچه در سرزمین کراسنویارسک کشور روسیه است.